# Чемпионат Европы по софтболу среди мужчин 2005
7-й чемпионат Европы по софтболу среди мужчин 2005 проводился в городе Неймеген (Нидерланды) с 26 июня по 2 июля 2005 года с участием 8 команд.
В Нидерландах мужской чемпионат Европы проводился во 2-й раз, в городе Неймеген — впервые.
Чемпионом Европы стала (в 4-й раз в своей истории) сборная Чехии, победив в финале сборную Дании. Третье место заняла сборная Нидерландов.

## Итоговая классификация
| Место | Команда        |
| ----- | -------------- |
| 1     | Чехия          |
| 2     | Дания          |
| 3     | Нидерланды     |
| 4     | Великобритания |
| 5     | Словакия       |
| 6     | Бельгия        |
| 7     | Израиль        |
| 8     | Хорватия       |